# Алкиной (бабочка)
Алкиной, или альциной (лат. Byasa alcinous),— дневная бабочка семейства парусники (Papilionidae).

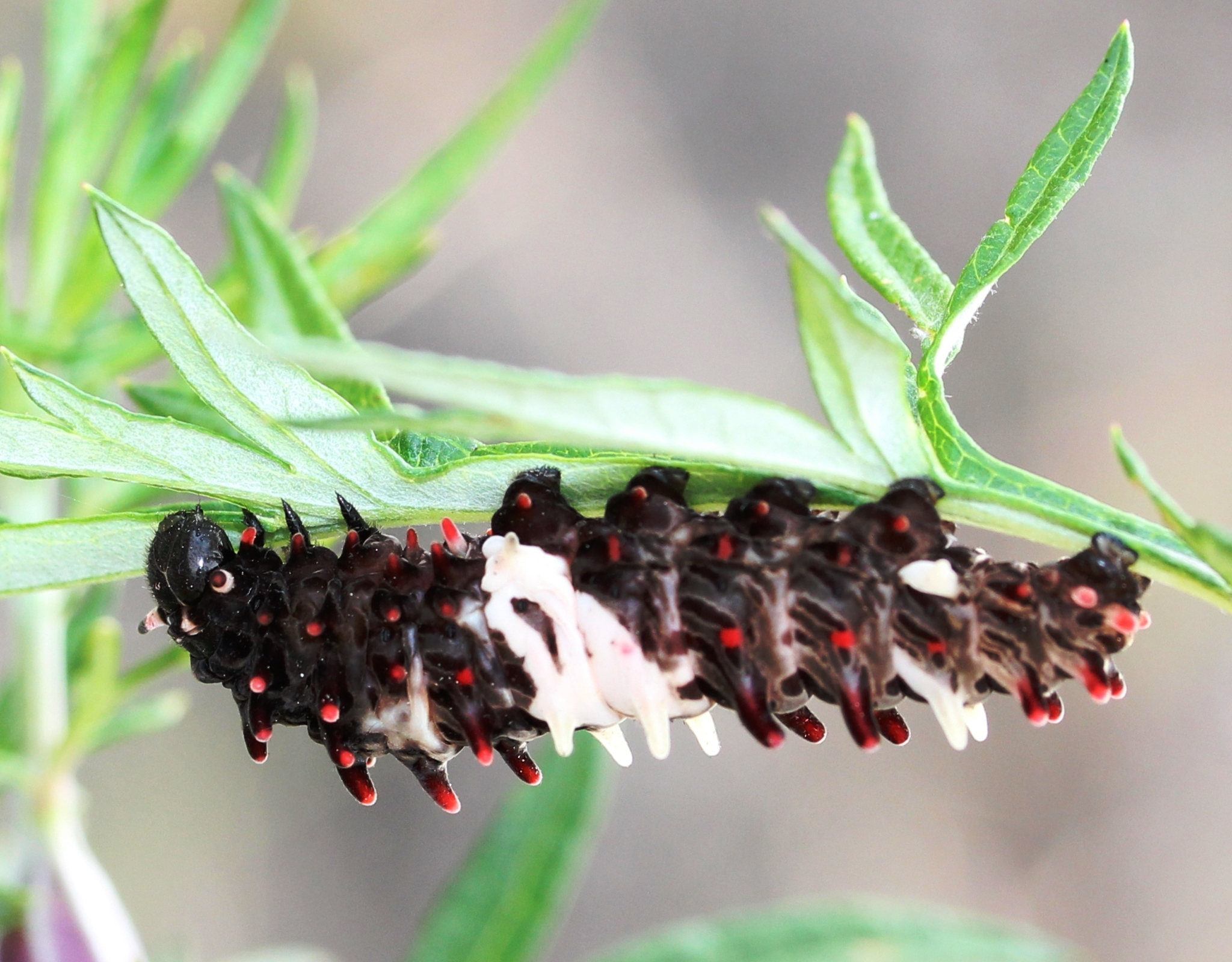
Гусеница

## Название
Видовое название дано в честь персонажа античной мифологии Алкиноя (др.-греч. Ἀλκίνοος) — внука Посейдона, сына Навсифоя и мужа Ареты. Вариант «альциной» является транслитерацией латинизированного греческого имени по правилам фонетики латинского языка.

## Описание

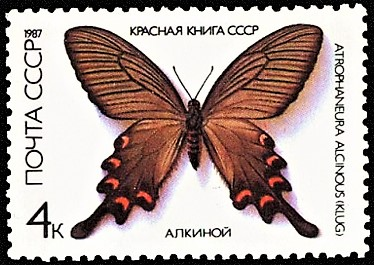
Почтовая марка с изображением алкиноя. СССР, 1987 год.

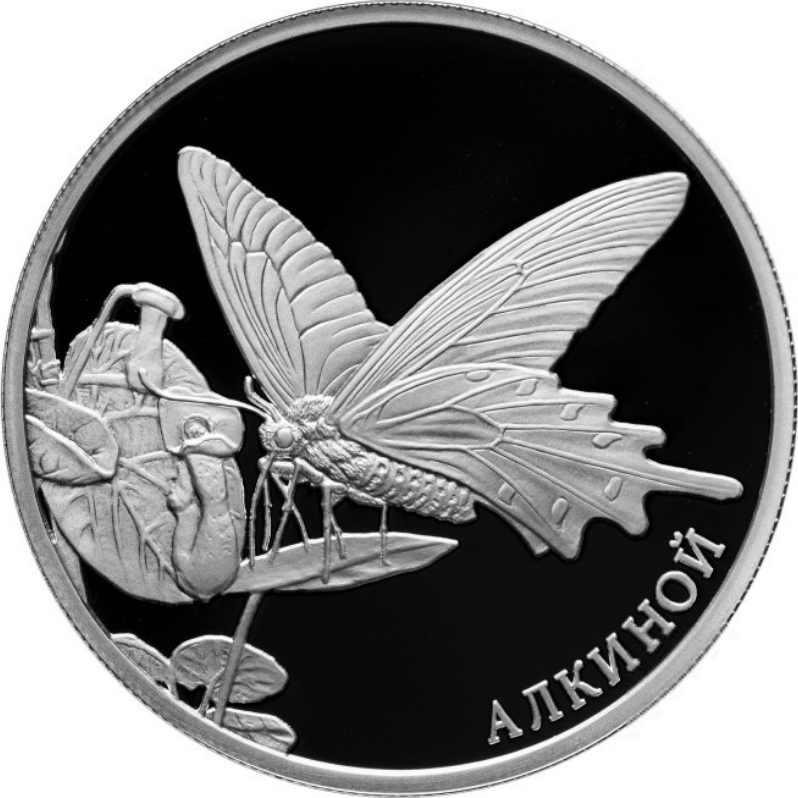
Памятная монета 2 рубля. Россия, 2016 год.

Бабочка с размахом крыльев 84—90 мм. У самцов сверху чёрные, у самок пылевато-серые с чёрными жилками.
На задних крыльях имеются подкраевые полулунные пятна, выстроенные в ряд. Нижняя сторона крыльев более яркая. Хвостовидные выросты задних крыльев по величине примерно равны трети крыла (с хвостовидным выростом).

## Распространение
Китай, Корейский полуостров, Япония. В России обитает на юго-западе Приморья. Как залётный вид встречается в Уссурийском заповеднике.

## Подвиды
- Byasa alcinous alcinous
- Byasa alcinous confusus (Rothschild, 1895) (Уссурийский край)
- Byasa alcinous yakushimana (Esaki & Umeno, 1929) (Япония)
- Byasa alcinous loochooana (Rothschild, 1896) (Япония)
- Byasa alcinous miyakoensis (Omoto, 1960) (Япония)
- Byasa alcinous bradanus (Fruhstorfer, 1908) (Япония)
- Byasa alcinous mansonensis (Fruhstorfer, 1901) (Китай, Тайвань)

## Местообитания
Встречается в чёрнопихтово-широколиственных лесах южного типа вдоль речек и ручьев, где произрастает кормовое растение гусениц кирказон маньчжурский (лат. Aristolochia manshuriensis).
Бабочки дают 2 поколения в год. Лет: 1 поколение — с конца мая до середины июня, 2 поколение — с конца июля по август. Бабочки кормятся обычно на цветках сорбарии, аралии, жимолости Маака, черёмухе и других цветущих во время их лета растениях. Представители второго поколения отличаются меньшими размерами. Бабочки летают медленно, самки чаще сидят в траве. Самцы охотно посещают цветки кирказона и большую часть времени проводят в кронах деревьев.

## Размножение
Самки откладывают яйца по одному на нижнюю сторону листьев. За пределами России гусеницы, помимо кирказона, встречены на растении коломбо (лат. Cocculus). В России гусеницы питаются на аристолохии маньчжурской. Куколка изогнутая и кремово-жёлтая, а её нижняя сторона коричневая с оранжевым и пятнами. Зимует куколка.
Первое поколение летает с конца мая до середины июня, второе с середины июля до конца августа.

## Численность
Общая численность очень низка и находится на критическом уровне. Одна из причин низкой численности вида — локальный характер распространения, хотя основная причина - недостаточно тёплый климат Южного Приморья для зимовки преимагинальных стадий.
В местах обитания, где есть его кормовое растение, обычно нередок.
Распространение вида в условиях юго-западного Приморья лимитируется в первую очередь наличием кормового растения, которое принадлежит к редким видам.
На Борисовском плато, где находятся основные места произрастания кирказона, большую опасность представляют лесные пожары, вероятность возникновения которых растет в связи с заготовкой деловой древесины.

## Замечания по охране
Занесена в Красную книгу СССР (III категория) и, как Atrophaneura alcinous, в Красную книгу России 2001 года (I категория — находящийся под угрозой исчезновения вид). Исключён из Красной книги России 2021 года из-за почти ежегодной экспансии вида в район Владивостока и сильного повреждения его гусеницами лиан кирказона маньчжурского.
- Мероприятия по охране: Охрана кирказона маньчжурского, занесённого в Красную книгу России. Необходимо ограничение обработки пестицидами участков произрастания кирказона маньчжурского, создание особо охраняемых природных территорий в местах обитания вида, в том числе в Хасанском районе и верхнем и среднем течении правых притоков реки Раздольная.